# 大山愛未
大山 愛未（おおやま あいみ、1989年〈平成元年〉7月28日 - ）は、日本の歌手、タレント、ラジオパーソナリティーであり、女性アイドルグループ・SDN48の元メンバーである。
東京都出身。

## 略歴
- 短期大学を卒業後、2010年5月15日からSDN48（2期生）のメンバーとして活動を開始。
- 「淡路島のタマネギ」では、なちゅとともにWセンターを担当する[2]。
- 2011年7月30日a-nation コンサートに参加[3][4]。
- 2012年3月31日にNHKホールで行われた『SDN48 コンサート「NEXT ENCORE」 in NHKホール』をもってSDN48を卒業。
- 2012年4月よりJME(ジャパン・ミュージックエンターテインメント)グループais(アイズ)に正式所属。
- 2012年9月18日ファーストシングル「VIVI de ラッキー buu」発売[5]。
- 2012年5月〜2013年12月 レインボータウンエフエム放送 火曜BEAST.「大山愛未のあい、みんなにアゲる?Aimi’s Party Night」
- 2012年10月〜11月 「東京ラーメンショー2012」
- 2013年6月26日「I believe 〜心の中のメロディ〜」発売[6]。7作連続配信リリース。
- 2013年8月24日A-PARTY 大山愛未 ワンマンコンサート
- 2014年6月〜2015年3月WALLOP 『Vanilla Friday 大山愛未のアイミッション・イン・ポジティブ』[7]
- 2014年9月5日  1st Album『LOVE,PEACE & RESPECT』発売。
- 2014年11月2日 「東京ラーメンショー2014」
- 2015年7月7日〜28日横浜市商店街イベント、ガチ麺ロケに参加[8]。
- 2015年9月株式会社クリエイトプロモーションに事務所を移籍。
- 2015年12月20日 小野瀬雅生ショウクリスマスライブに参加[9][10]。
- 2016年２月10日 LGYankeesコラボアルバムに参加、発売。８曲目 『恋模様』[11]
- 2016年3月25日 仙台でのライブSpring Sound Museum
- 2016年5月2日 インターネットラジオ局 原宿ソラトニワ 『Aiming my way』スタート。
- 2016年6月〜7月2日ガチ揚げロケ
- 2016年7月24日＆31日 井倉光一氏主宰 アメフェスに参加
- 2016年8月5日 fm yokohama 生放送＆佐島ツアー
- 2016年10月15日 仙台 小野瀬雅生ライブに参加[12]
- 2016年12月17日 BSスカパー！愛車天国！カスタムガレージ[13]
- 2017年2月15日LGYankees7th Album「GIN GIN LGYankees!!!!!!!」発売。1曲目『Dui☆Dui feat.大山愛未』[14]
- 2017年4月  Fm yokohama『PRIME TIME』水曜日レギュラー[15]
- 2017年4月26日 Noa New Album「Supple」発売。6曲目 『GET with ME feat. 大山愛未』[16]
- 2017年12月21日ゲーム機 beatmania  IIDX 25 CANNON BALLERSの 楽曲『No Limit 2 dAnce feat.大山愛未』をリリース[17]。
- 2018年5月30日神奈川県警の歌、『みんなで仲良くパトロール』を配信
- 2019年7月17日　7年ぶりのシングル『Dear』配信。テーマは「深呼吸」
- 2019年8月1日　東京・秋葉原のAKB48劇場で開催されたSDN48結成10年記念「誘惑のガーター」特別公演に出演[18]。
- 2019年10月16日　beatmania IIDX 27 HEROIC VERSE NRG STAR '86 feat. 大山愛未/ Y&Co．ゲームセンターにて配信
- 2020年10月28日　beatmania IIDX28 BISTROVER　　So Punky - Y&Co. feat.大山愛未　ゲームセンターにて配信
- 2020年12月27日　『この街で…』配信開始、ヒップスタイルホールディングス株式会社のCMソング、TVK及びTBS、ゴゴスマで放映中[19]。iTunes 歌謡曲チャート8位にランクイン[20]。

## 人物
- いつも明るく元気な性格で、トークが面白いことから、SDN48公演では、曲間のMCを担当していた。[21]
- パラパラが特技で「淡路島のタマネギ」ではWセンターになり披露している。
- 高校生の頃から作詞を始め、個人で出した楽曲では作詞を担当している物もある。[22]
- 靴は、プライベートでは厚底を愛用し、厚底靴、厚底サンダル、厚底シューズを履いている。[23][24]
- ジャパン・ミュージックエンターテインメント・アカデミーを卒業している大山愛未と、そこの校長である佐藤善雄（ラッツ&スター）と親交があり、彼を通じて井倉光一、クレージーケンバンドのメンバーとも 親交がある。特にギタリストの小野瀬雅生とはガチ麺という横浜市の食のイベントに参加した際に可愛がられ、小野瀬雅生ショウにゲスト参加した。
- インターネットラジオ ワロップ放送局の番組『大山愛未のアイミッション・イン・ポジティブ』で、『ナポレ・オオヤマの辞書に「不可能」という文字はない。アナタからの「○○ってなんですか？」ナポレ・オオヤマがなんでもお答えします。』というコーナーは人気のコーナーであった。
- LGYankees HIROと大山愛未はコラボアルバム『LGYankees with Friends』に大山が参加したことから親交があり、HIROは大山愛未の歌唱力を基礎がしっかりしていると評価している。また、ラップ力も高く評価している。[25]
- SDN48メンバーとは卒業後も交流を続けている。[26]
- 2017年4月から始まったFMyokohamaの番組『PRIME TIME』この番組を通して、栗原治久、DJ REMO-CON（田村哲也）、DJ帝、村上恵と親交がある。DJ REMO-CONとコラボ楽曲を4曲作っている。
- 『PRIME TIME』番組内で「愛未劇場」、またDJ Shining Starと名乗りDJ mixを行い、大山自身で選曲した楽曲をオンエアーしている。

### 趣味
- 音楽（clubMusic HipHop等）ファッション、デコレーション、ヤンキー漫画を読む。

### 特技
- 歌、ラップ、ダンス、パラパラ、短距離走、ものまね

## 作品

### 参加CD
- 2016/02/10  LGYankeesコラボアルバム『LGYankees with Friends』8. 恋模様 with クリフエッジ, 大山愛未
- 2017/02/15  LGYankees7th Album  『GIN GIN LGYankees!!!!!!!』   1. Dui☆Dui feat.大山愛未
- 2017/04/26  Noa New Album           『Supple』           6. GET with ME feat. 大山愛未
- 2018/01/17  No No No limits 2 dAnce / Y&Co.Album       02. No Limit 2 dAnce feat. 大山愛未

### CD
- 2014/09/05  1st Album『LOVE,PEACE & RESPECT』

### 配信
- 2018/05/30  『みんなで仲良くパトロール』　[27]
- 2018/11/07　KONAMI「beatmania IIDX 26 Rootage」にて、"ROCK女 feat. 大山愛未, Ken／Y&Co."
- 2019/07/17  『Dear』大山愛未　[28]
- 2019/10/16　beatmania IIDX 27 HEROIC VERSE　 NRG STAR '86 feat. 大山愛未/ Y&Co．
- 2020/10/28　beatmania IIDX28 BISTROVER　　So Punky - Y&Co. feat.大山愛未
- 2020/12/27　『この街で…』　ＩＫＵＲＡ＆大山愛未[29]

## 出演

### LIVE
- 2020/12/27　KENTO'S銀座にて『この街で･･･』初披露
- 2019/12/31　ララポート海老名PRIME TIME公開生放送でのライブ
- 2019/10/19　PRIME TIME ～ HALLOWEEN NIGHT at PITCH CLUB ～
- 2019/08/01　SDN48結成10年記念「誘惑のガーター」特別公演
- 2019/07/24　ララポート海老名PRIME TIME公開生放送でのライブ
- 2019/06/01　横浜開港祭ディスコナイト
- 2018/09/08　 Fヨコ大感謝祭！横浜グルメンタ2018！
- 2018/08/04   「第72回 あつぎ鮎まつり2018」
- 2018/03/31   「BEMANI」20周年を祝う「EDP presents ULTRA SUPER Fes'2018」
- 2017/06/04   『Fantasy』 群馬県伊勢崎CLUBLUV
- 2017/04/01   「遠賀川フェス田川2017」
- 2017/02/18    舞浜イクスピアリ 2F セレブレーション・プラザ
- 2017/01/14    大阪千日前フェス 三重県 成人祭 松坂DOLL
- 2016/10/15   仙台 小野瀬雅生ライブに参加
- 2016/03/25   仙台でのライブSpring Sound Museum
- 2015/12/20   小野瀬雅生ショウクリスマスライブに参加
- 2015/11/15  「ガチLIVE！」小野瀬雅生ショウgest vocal
- 2015/10/30    栗原治久プロデュース「ポートサービスプレゼンツ2015ハロウィン船上ディスコパーティー」
- 2015/08/28  「2015明治安田 J1 2nd ステージ 横浜Fマリノス vs 浦和レッズ」日産スタジアム

### ラジオ
- 2017年4月5日〜2021年9月29日  FMヨコハマ ｢PRIME TIME｣水曜レギュラー 19：00〜22：00
- 2016年5月2日〜2018年6月26日インターネットラジオ局 原宿ソラトニワ 『Aiming my way』月・火曜日レギュラー月曜日11：00〜14：00  火曜日11：00〜13：30
- 2015年 Fm yokohama 84.7MHz 「Adult Nostalgic Radioshow 〜ANR大人の秘密基地〜」
- 2014年 Shibuya-FM 「power of woman」
- 2014年6月〜2015年3月WALLOP 『Vanilla Friday 大山愛未のアイミッション・イン・ポジティブ』※レギュラー/毎週金曜21:30〜
- 2012年5月〜2013年12月 RainbowtownFM 火曜BEAST.「大山愛未のあい、みんなにアゲる?Aimi’s Party Night」※レギュラー/毎月第2火曜日20:00〜
- 2013年 文化放送「大竹まことゴールデンラジオ！」
- 2013年 NACK5「Co?sotto 1?6」
- 2012年 FM FUJI「YOYOGI PIRATES」

### テレビ
- 2015年 J：COM 「ガチ麺！〜汁もの篇〜」レギュラー出演
- 2015年 J：COM 特別番組「第48回伊勢原観光道灌まつり」メインレポーター
- 2014年 CS「ほっとけない魔女たち」第11話
- 2013年 TX 「ヴァンパイア・ヘヴン」 第3話
- 2012年 CTC 「ONGAX」
- 2012年 TVK 「戦国鍋TV〜なんとなく歴史が学べる映像〜」
- 2012年 TBS 「白戸修の事件簿」
- 2011年 EX 「すっぽんの女たち2」※大山愛未特集
- 2011年 TBS 「警視庁再犯防止課 真崎英嗣」
- 2011年 MBS 「マッスルガール！」
- 2011年 EX 「すっぽんの女たち2」(SDN48)2011年4月6日 - 2012年3月28日

### イベント
- 2018/12/16「みなとみらいキングダム Winter 2018」MC
- 2018/11/24　Fヨコキャラバンin宇都宮 日帰りツアー
- 2018/10/28　横浜マラソン2018　MC
- 2018/10/07　アサヒビール神奈川工場見学バスツアー！
- 2018/08/23   アメフェス2018 MC
- 2018/04/29  「みなとみらいKINGDOM SPRING 2018」MC
- 2018/04/07　 高島屋横浜店「春のブライダルイベント2018」
- 2015年 「いすゞ自動車㈱スポレク2015」司会（栗原治久）アシスタント
- 2014年 「東京ラーメンショー2014」
- 2014年  RESMILE Fes 2014 in SOMA -from ケツメイシ-「New Year SMILE」
- 2013年 「東京ラーメンショー2013」スペシャルサポーター
- 2013年 「A?PARTY!!」〜LOVE,PEACE & RESPECT！〜ワンマンLIVE SHIBUYA Glad
- 2013年 「誘惑のガーター公演」TDCホール(SDN48公演)
- 2012年 「CLUB CITTA’ X’mas Siren Night」 CLUB CITTA’川崎
- 2012年 「東京ラーメンショー2012」スペシャルサポーター
- 2012年 「ワンマンイベント『AIMIX』」 KDDIデザイニングスタジオ
- 2012年 「ニコニコ超会議MC」 幕張メッセ
- 2012年 「NEXT ENCORE」NHKホール(SDN48卒業ライブ)

### 映画
- 2014年「メタルカ」
- 2010年「君が踊る、夏」宣伝大使(SDN48)

### 舞台
- 2012年 「Dance attendance upon you」劇場：池袋シアターグリーン BIG TREE THEATER
- 2012年 「ビーナスファンタジスタ」劇場：赤坂レッド・シアター

### モデル
- 2014年 アパレルブランド「Satan Note」2014ssモデル
- 2014年 「FOREVER21 2014 Holiday VIP event」ヘアーショーモデル
- 2009年 「BLENDA」

### webTV
- 2014年 アメスタ「インスタントジョンソンのかわいこちゃ〜ん NEO！」※レギュラー
- 2013年 アメスタ「インスタントジョンソンのかわいこちゃ〜ん」※レギュラー
- 2013年 アメスタ「古坂大魔王のカツアゲ！」
- 2013年 ニコ動 「岸田健作アワー笑っていんじゃん！！」
- 2013年 NOTTV 「恋バナ占い生電話」